# 明治六年政變

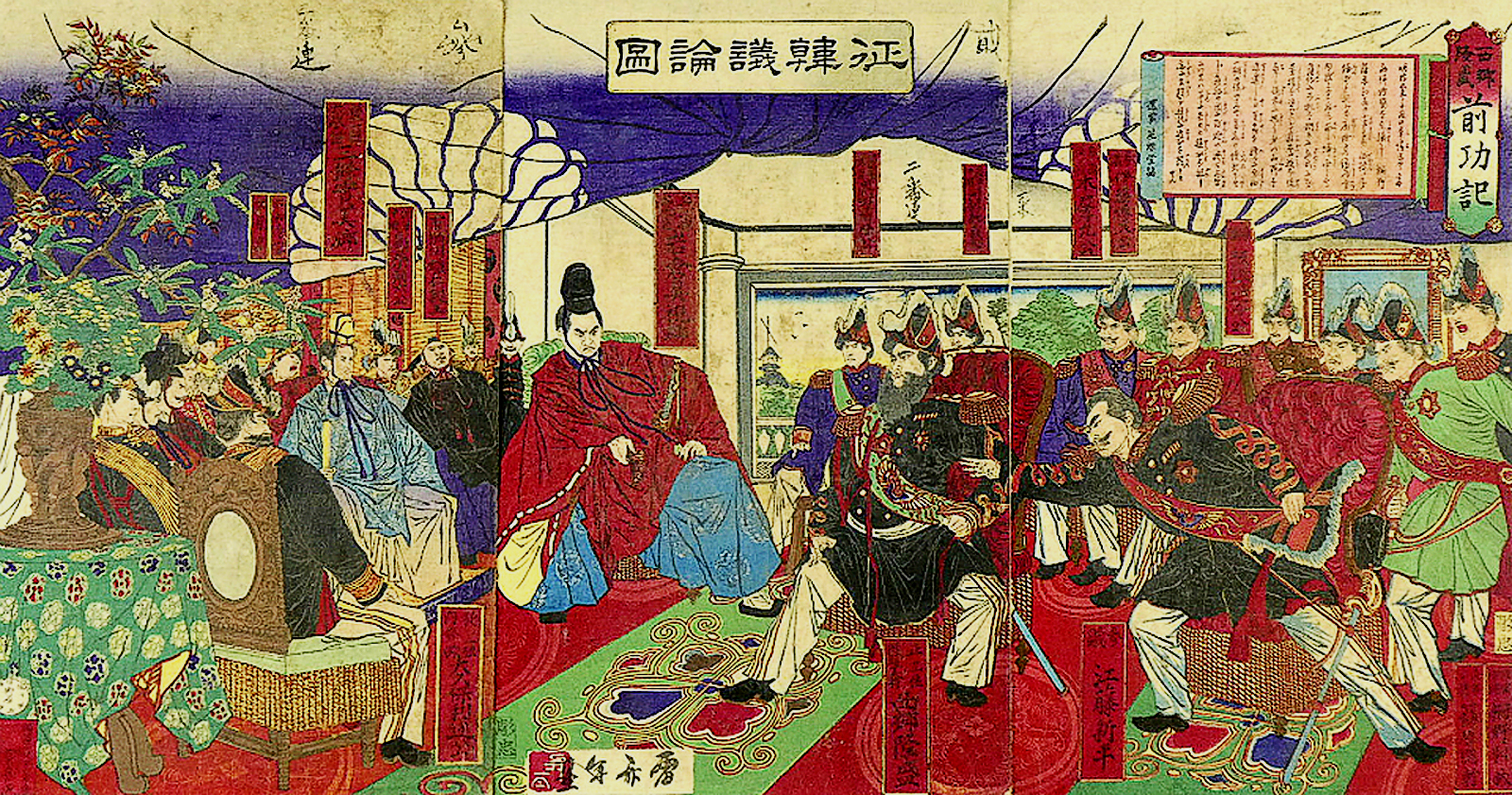
征韓議論圖。

明治六年政變（日语：／ Meiji rokunen seihen */?），又稱征韓論政變（征韓論政変），是一場發生於明治六年（1873年）10月的政變。這次政變是以岩倉使節團為首的歸國派，奪取主張征韓的留守政府的權力。
大政奉還後，日本基於東亞國家弱小仍在歐美帝國主義國家威脅之下，希望聯合清與朝鮮共同扺抗帝國主義國家的侵略，遂在1868年、1872年兩度遣使朝鮮，建議朝鮮仿日本開放國門、進行改革，並要求建交修好，但均被拒絕，遂引起征韓論者的出兵以武力達成目的。征韓論引发了留守政府與歸國派的衝突，歸國派反對立即入侵朝鮮，表示日本國力尚不足以出兵，可能會引發與清朝的戰爭，要求先進行內治。實際上歸國派為了奪權而反對征韓，懼怕士族勢力會過度膨脹。在1873年10月末，歸國派說服明治天皇頒旨反對即時征韓。備受天皇及歸國派的壓力下，留守官員的首領們，如西鄉隆盛、板垣退助、江藤新平等均辭職，同時有600多名軍人及官員亦離開政府。同時大久保利通、岩倉具視等歸國派奪得大權，繼續推行維新政策。
下野後征韓論派分裂：一派以溫和方式爭取參政，以板垣退助、後藤象二郎為首，在翌年上交民撰議院設立建白書，發起了自由民權運動；另一派以暴力士族抗爭為手段，以西鄉隆盛、江藤新平為首，發起了士族反亂，乃至1877年的西南戰爭。雖然征韓論者失勢，但是征韓論始終未有失勢，1876年日本終於透過江華條約打開朝鮮國門。同時歸國派為了轉移士族視線和安撫他們，在1874年侵略台灣（中方稱為「牡丹社事件」，日本稱為「征台之役」）。